# Billbergia nutans

Billbergia nutans (lágrimas de reina, avena de salón) es una epífita bromélida nativa de Brasil, Paraguay, Uruguay,  Argentina. 
Es usada como planta ornamental, y es probablemente una de las más comunes Bromélidas. Es una planta de interior durable debido a resistir periodos de abandono.

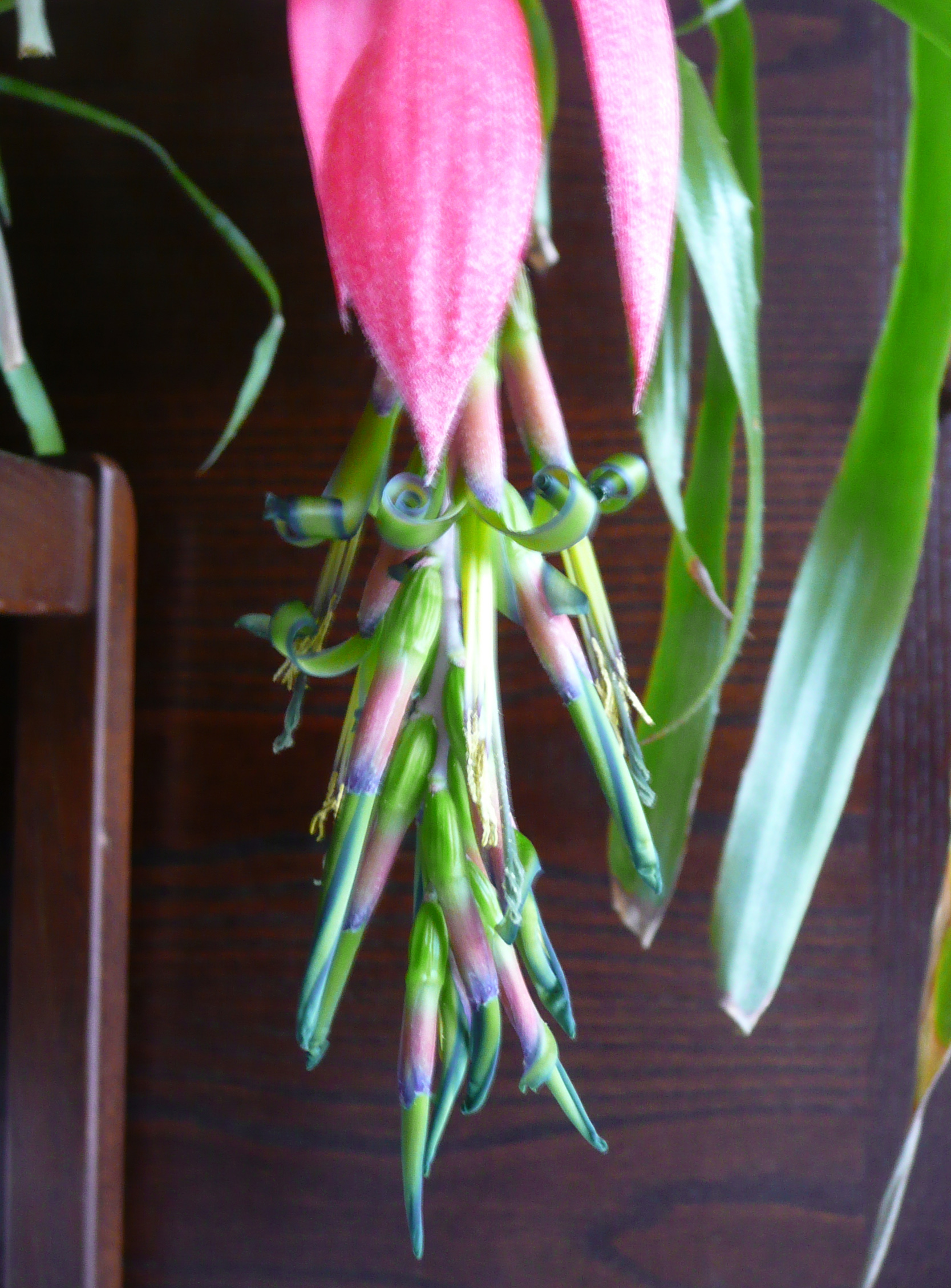
Detalle de la planta

## Descripción
Es una especie vivaz, rizomatosa que vive sobre rocas. Alcanza unos 3-5 dm de altura. Forma grandes matas de hojas acintadas, verde oliva y brillantes plateadas, con tonos rojizos.
Las hojas superpuestas en la base crean un lugar de retención de agua de lluvia. Al fin del invierno da inflorescencias muy atractivas, de poco tiempo. Vive más de 5 años al interior.

## Taxonomía
Billbergia nutans fue descrita por Hermann Wendland ex Regel  y publicado en Gartenflora 18: 162, t. 617. 1869.
Etimología

## Cultivares
| - Billbergia 'Albertii' - Billbergia 'Baraquiniano-Nutans' - Billbergia 'Beadleberg' - Billbergia 'Blireiana' - Billbergia 'Candy' - Billbergia 'Carminea' - Billbergia 'Elvenia Slosson' - Billbergia 'Frau Pia Roesslein' - Billbergia 'Hoelscheriana' - Billbergia 'Intermedia' - Billbergia 'Ivey Meyer' - Billbergia 'Joseph Marechal' - Billbergia 'Kahibah' - Billbergia 'Leodiensis' - Billbergia 'Lissom' - Billbergia 'Marechalii' - Billbergia 'Morreniana' - Billbergia 'Pioupionii' - Billbergia 'Rosea' - Billbergia 'Rubro-Cyanea' - Billbergia 'Salmonea' | - Billbergia 'Theodore L. Mead' - Billbergia 'Ultrajactensis' - Billbergia 'Vittato-Nutans' - Billbergia 'Wantenii' - Billbergia 'Windii' - Billbergia 'Worleana' - xBillmea 'Emma Francis Stewart' - xBillnelia 'Fred Eichholtz' - xBillnelia 'Perringiana' - xCryptbergia 'Mead' - xCryptbergia 'Pinkie' - xCryptbergia 'Red Burst' - xCryptbergia 'Rubra' - xNeobergia 'Noddy' - xNeobergia 'Perneri' - xNidbergia 'Chas Hodgson' |